# Pokwitanie
Pokwitanie, dojrzewanie płciowe (łac. pubertas) – okres procesu dojrzewania, trwający u człowieka ok. 4–5 lat, w którym następuje rozwój drugo- i trzeciorzędowych cech płciowych.
Zachodzi przeciętnie w 12–16. roku życia, przy czym u dziewcząt nieco wcześniej niż u chłopców. Nie ma jednak określonego wieku dla pokwitania. Medycyna notuje jednak przypadki, w których przejawy pokwitania występowały na początku wieku szkolnego.

## Początki dojrzewania
W okresie tzw. wczesnej fazy dojrzewania (między 12 a 14. rokiem życia), dokonują się znaczne zmiany w wyglądzie dziecka, w jego potrzebach, zainteresowaniach, konfliktach, zmienia się jego sposób widzenia świata. Pojawiają się trzeciorzędowe cechy płciowe, zmienia się barwa głosu, cera, sposób poruszania się i gestykulacji. Pokwitanie jest ściśle związane z wiekiem kostnym – jego rozpoczęcie można poznać po pojawieniu się trzeszczki kciuka. Pierwsza miesiączka u dziewcząt występuje w wieku kostnym 12-13 lat, a pierwsza polucja u chłopców ma miejsce w wieku ok. 13–14 lat.
Proces dojrzewania jest tokiem bardzo indywidualnym, nie jest uzależniony od wieku kalendarzowego. Zależy on od wielu czynników: cech dziedzicznych, płci, stanu odżywienia, szerokości geograficznej.
Niektóre cechy i oznaki dojrzałości mogą się pojawiać w innym czasie, niż u rówieśników, a sam proces może rozpocząć się w diametralnie innym czasie. Zdarzają się przypadki, że w jednej klasie u niektórych dzieci proces dojrzewania jest bardzo zaawansowany, u innych się jeszcze nie rozpoczął. Niekiedy stwarza to nowe problemy i podziały w klasie.
Wiek wystąpienia pierwszej miesiączki zależy zarówno od komponentu genetycznego (około 50% udziału), jak i czynników środowiskowych, jak odżywianie. Menstruacja pojawia się prędzej u dzieci cięższych niż lżejszych.

## Pokwitanie cechują

### U dziewcząt
- produkcja estrogenów i progesteronu w jajnikach – pierwszym hormonem jest estriol, występujący już u 10-letnich dziewczynek;
- powiększenie zewnętrznych narządów płciowych;
- telarche – dojrzewanie gruczołów sutkowych;
- pubarche – owłosienie łonowe (zazwyczaj ok. 2 lat po rozpoczęciu rozwoju sutków), pojawia się również owłosienie pachowe;
- pokwitaniowy skok wzrostu
- menarche – pierwsza miesiączka, jednak pierwsze cykle są zazwyczaj bezowulacyjne[2]

### U chłopców
- rozpoczęcie spermatogenezy za sprawą intensyfikacji produkcji testosteronu w jądrach;
- powiększenie penisa, moszny i jąder;
- pojawienie się guzków piersiowych (ginekomastia);
- owłosienie łonowe i pachowe, później również owłosienie twarzy (często również na nogach, rękach, brzuchu i klatce piersiowej);
- wzrost masy mięśniowej (zwłaszcza w okolicach obręczy barkowej) i siły fizycznej;
- pojawiają się polucje – nocne wytryski nasienia, często związane ze snami o tematyce erotycznej;
- gwałtowny skok wzrostu;
- mutacja głosu.

W okresie pokwitania następuje zwiększenie pulsacyjnego wydzielania GnRH, prowadzące do zwiększonego wydzielania LH i FSH i w efekcie do zwiększenia wydzielania hormonów płciowych.

## Fazy dojrzewania płciowego
| Fazy                  | Dziewczęta                           | Dziewczęta | Chłopcy                              | Chłopcy |
| Fazy                  | Wiek                                 | Pokwitanie cechują | Wiek                                 | Pokwitanie cechują |
| --------------------- | ------------------------------------ | --- | ------------------------------------ | --- |
| Dziecięca             | 0–12 lat                             | Brak oznak dojrzewania. | 0–12 lat                             | Brak oznak dojrzewania. |
| Zwiastunów pokwitania | 8–14 lat (średnio w 11. roku życia)  | - przyrost wysokości i masy ciała - poszerzenie i uwypuklenie otoczki brodawki sutkowej - pojawienie się delikatnych włosów na skórze zewnętrznych części warg sromowych | 9–15 lat (średnio w 11. roku życia)  | - powiększenie się jąder i moszny - pojawiają się proste i cienkie włosy u podstawy członka |
| Przedpokwitaniowa     | 9–15 lat (średnio w 12. roku życia)  | - przyrost wielkości ciała - piersi stają się okrąglejsze i pełniejsze - otoczka oraz brodawka sutkowa nabiera wyraźnej pigmentacji - powiększa się owłosienie łonowe- staje się grubsze i ciemniejsze - biodra poszerzają się - pojawia się także wydzielina z pochwy                                        | 11–16 lat (średnio w 12. roku życia) | - rozwój jąder i moszny - zwiększenie prącia - włosy łonowe stają się grubsze oraz ciemniejsze - struny głosowe rozrastają się- głos staje się niższy - gwałtowny przyrost wzrostu |
| Pokwitania właściwego | 10–16 lat (średnio w 13. roku życia) | - pojawia się owłosienie pachowe - wyraźnie zarysowane piersi - otoczka brodawki sutkowej i brodawka o ciemnym zabarwieniu - owłosienie łonowe zaczyna przybierać kształt trójkąta - wiele dziewcząt w tej fazie zaczyna miesiączkować                                                                        | 12–18 lat (średnio w 14. roku życia) | - intensywny skok wzrostu trwa - ramiona i klatka piersiowa poszerza się, sylwetka staje się bardziej umięśniona - członek powiększa się - pojawia się wyraźne owłosienie łonowe i pachowe - zaczyna się pojawiać zarost nad górną wargą, na policzkach, a także na brodzie - jądra zaczynają wytwarzać plemniki - pierwszy raz występuje wytrysk nasienia. |
| Młodzieńcza           | 12–19 lat (średnio w 15. roku życia) | - sylwetka staje się kobieca - piersi w pełni rozwinięte - otoczka sutkowa wtapia się w linię piersi - owłosienie łonowe ma kształt trójkąta - włosy łonowe stają się grube, gęste oraz skręcone - jajeczkowanie oraz miesiączkowanie występuje regularnie - osiągnięta zostaje też ostateczna wysokość ciała | 14-21 lat (średnio w 17. roku życia) | - męska, umięśniona sylwetka - narządy płciowe oraz owłosienie łonowe osiągają wygląd jak u osoby dorosłej - często pojawia się owłosienie brzucha i klatki piersiowej - przyrost wysokości ciała zmniejsza się - zarost na twarzy staje się mocniejszy |

### Dojrzewanie płciowe opóźnione
Zaburzenie rozwojowe polegające na występowaniu charakterystycznego owłosienia oraz trzeciorzędowych cech płciowych dwu- lub trzyletnim opóźnieniem w porównaniu z przeciętną populacją. Przyczyną opóźnionego dojrzewania płciowego mogą być uwarunkowania genetyczne bądź chorobowe lub przyjmowanie leków. Podstawowym symptomem jest brak miesiączki bądź polucji po 16. roku życia.

### Dojrzewanie płciowe przedwczesne
Zaburzenie rozwojowe, polegające na występowaniu charakterystycznego typu owłosienia oraz trzeciorzędowych cech płciowych przed upływem 9. roku życia u dziewcząt oraz 10 u chłopców. Może być ono uwarunkowane genetycznie, hormonalnie albo lekami.